# Emiliano Zapata, Miacatlán
Emiliano Zapata är en ort i Mexiko.   Den ligger i kommunen Miacatlán och delstaten Morelos, i den sydöstra delen av landet, 80 km söder om huvudstaden Mexico City. Emiliano Zapata ligger 1 026 meter över havet och antalet invånare är 358.
Terrängen runt Emiliano Zapata är kuperad åt nordväst, men åt sydost är den platt. Runt Emiliano Zapata är det ganska tätbefolkat, med 120 invånare per kvadratkilometer. Närmaste större samhälle är Temixco, 15,9 km nordost om Emiliano Zapata. I omgivningarna runt Emiliano Zapata växer huvudsakligen savannskog.